# Mulmur
Mulmur es un municipio canadiense situado en la provincia de Ontario.

## Superficie
Mulmur tiene una superficie de 286,17 km².

## Demografía
En 2021, tenía 3571 habitantes, una densidad poblacional de 12,5 hab./km², y 1682 viviendas.